# Lulus dagbog
|  | Denne artikel er oprettet af botten PalnaBot ud fra en ekstern database. Den kan derfor have sproglige fejl eller mangler. Denne skabelon kan fjernes efter kontrol af indholdet. |

Lulus dagbog er en film instrueret af Anja Dalhoff.

## Handling
Her er Lulu, rund og sund, og knap fire kilo stor - Lulu er kommet til verden. Et nyt, lille væsen skal til at udforske livet. Først med lugtesans og ører, så øjne - og efterhånden også med styr på kroppen. I et år følger videofilmen Lulu, hendes udvikling og hendes stigende bevidsthed. »Lulus dagbog« fortæller kærligt og med glade smil om endnu et lille mirakel, et nyfødt barn, og viser og fortæller om de små, meget store fremskridt i det første leveår.